# Basilika Saint-Hubert

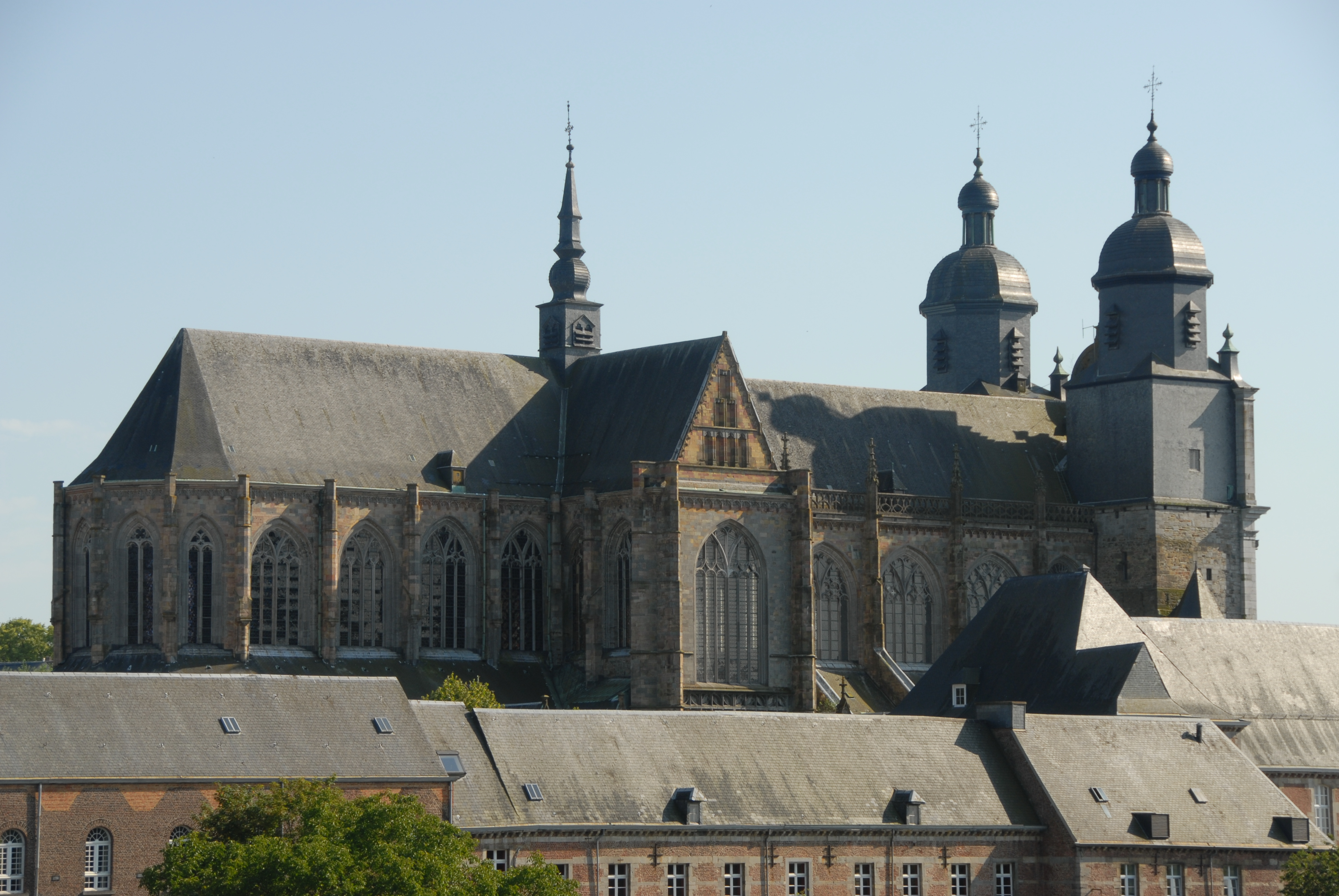
Nordansicht

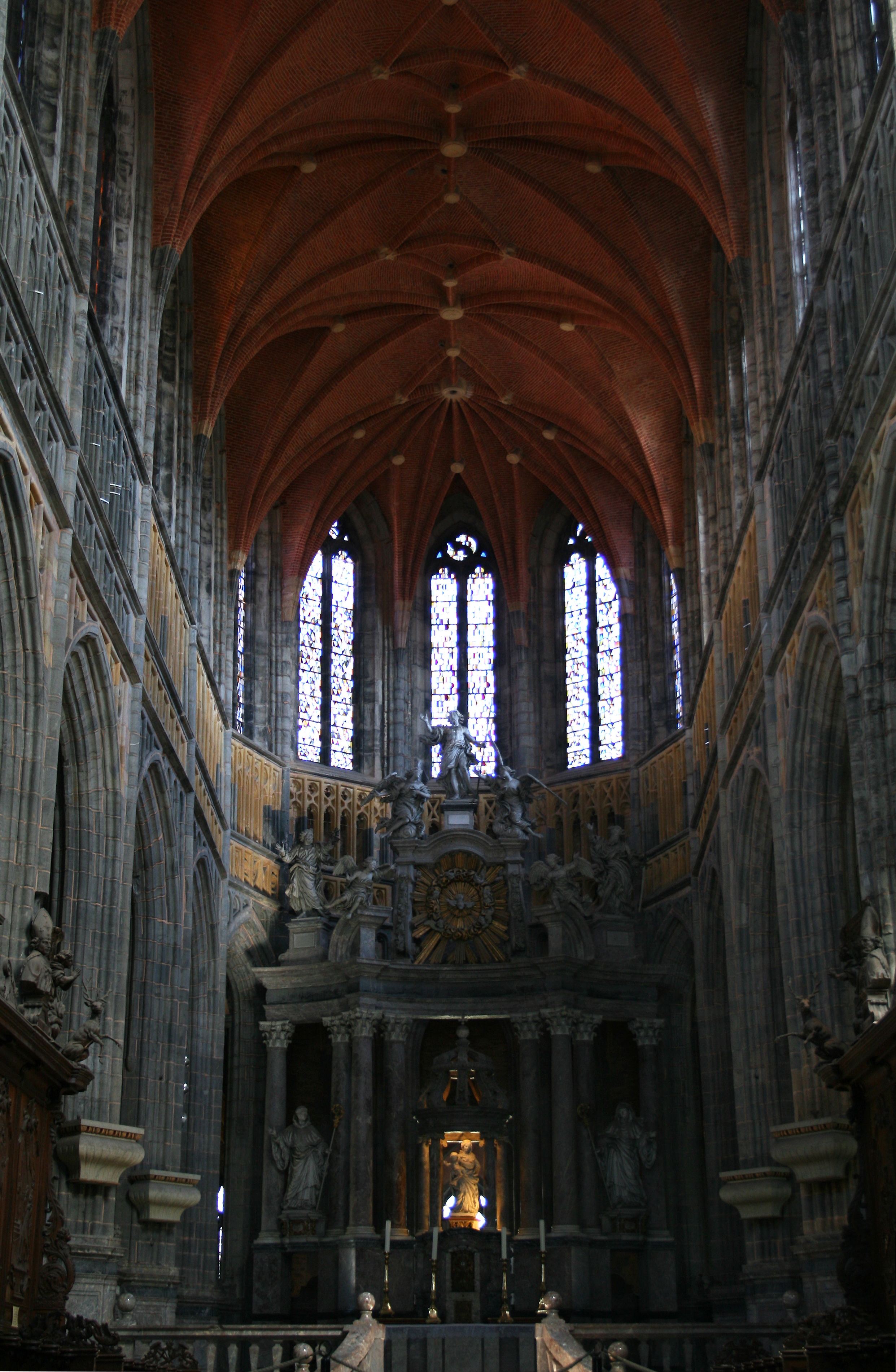
Ansicht des Chors

Die Basilika Saint-Hubert, auch Basilika St. Peter und Paul (französisch Basilique des Saints-Pierre-et-Paul) genannt, ist eine römisch-katholische Pfarrkirche in Saint-Hubert, einer Stadt in der belgischen Provinz Luxemburg in der Wallonischen Region. Die Kirche des Bistums Namur ist dem heiligen Hubertus von Lüttich gewidmet, dessen Gebeine 825 hierher übertragen wurden, aber nach Aufhebung der Abtei verloren gingen. Die Kirche der ehemaligen Abtei von St. Peter in den Ardennen (687–1797) trägt den Titel einer Basilica minor und ist ein in der Kategorie Monument geschütztes Kulturdenkmal Walloniens.

## Geschichte
Die heutige Kirche steht an der Stelle eines romanischen Vorgängerbaus aus dem 11. Jahrhundert mit drei Kirchenschiffen sowie einer gotischen Kirche aus dem 13. Jahrhundert, die bei einem verheerenden Brand von Dorf und Abtei am 20. November 1525 fast vollständig zerstört wurde, nur die Türme blieben stehen.
Der Neubau wurde wesentlich größer geplant und erfolgte 1526 bis 1564 unter der Leitung von drei Äbten: Nicolas III. de Malaise (1503–1538), seinem Neffen Jean V. de Schennemaele (1538), beide Brabant, und Remacle de Marche (1538–1564). Die erhaltenen Kirchtürme wurden integriert. Die Krypta wurde am 18. August 1560, der Chor am 16. November desselben Jahres fertiggestellt. Die Gewölbe der Seitenschiffe sind auf das Jahr 1564 datiert (Hauptschiff 1683).
Die heutige Fassade im klassizistischen Stil wurde von 1700 bis 1702 unter Abt Clement Lefebvre (1686–1727) geschaffen. Sie wurde durch den Benediktiner Bérégise als Architekten und Arnold de Hontoire, einen Lütticher Bildhauer und Dekorateur, gestaltet. Das Steinrelief an der Spitze schuf wahrscheinlich Arnold de Hontoire. Es wird von der Heiligenstatue (1986) des Bildhauers Jean Willame überragt.
Unter der französischen Besetzung wurde am 2. Februar 1795 der Besitz der Abtei eingezogen. Am 27. Januar 1797 wurden ihre letzten Bewohner gewaltsam vertrieben und die Abtei im Oktober 1797 verkauft. 1808 erwarben zehn bedeutende Bürger von Saint-Hubert sie für die Stadt. Die Kirche wurde dann 1809 zur Pfarrkirche. Aufgrund mangelnder Instandsetzung mussten ab 1841 große Sicherungsmaßnahmen erfolgen. Bei den Restaurierungsarbeiten kam es zu neugotischen Umbauten. 1927 erhob Papst Pius XI. die Kirche zur Basilica minor. Am 22. Februar 1938 wurde die Basilika als Denkmal eingestuft und ist seit dem 25. Juli 1996 in der Liste der herausragenden Immobilien in Wallonien aufgeführt.

## Architektur

Grundriss der Basilika

Die fünfschiffige Basilika besteht aus einem Langhaus mit fünf Jochen, einem Querhaus und einem Chor mit ebenfalls fünf Jochen, von dessen Chorumgang ein Kapellenkranz und die Seitenkapellen ausgehen. Der Hochaltar steht durch die darunter befindliche Krypta erhöht. Die Kirche erreicht eine Länge von 90,5 Meter und eine Breite von 30,5 Meter, das Hauptschiff ist etwa 25 m hoch, die Türme ragen 60 Meter hoch.

## Ausstattung

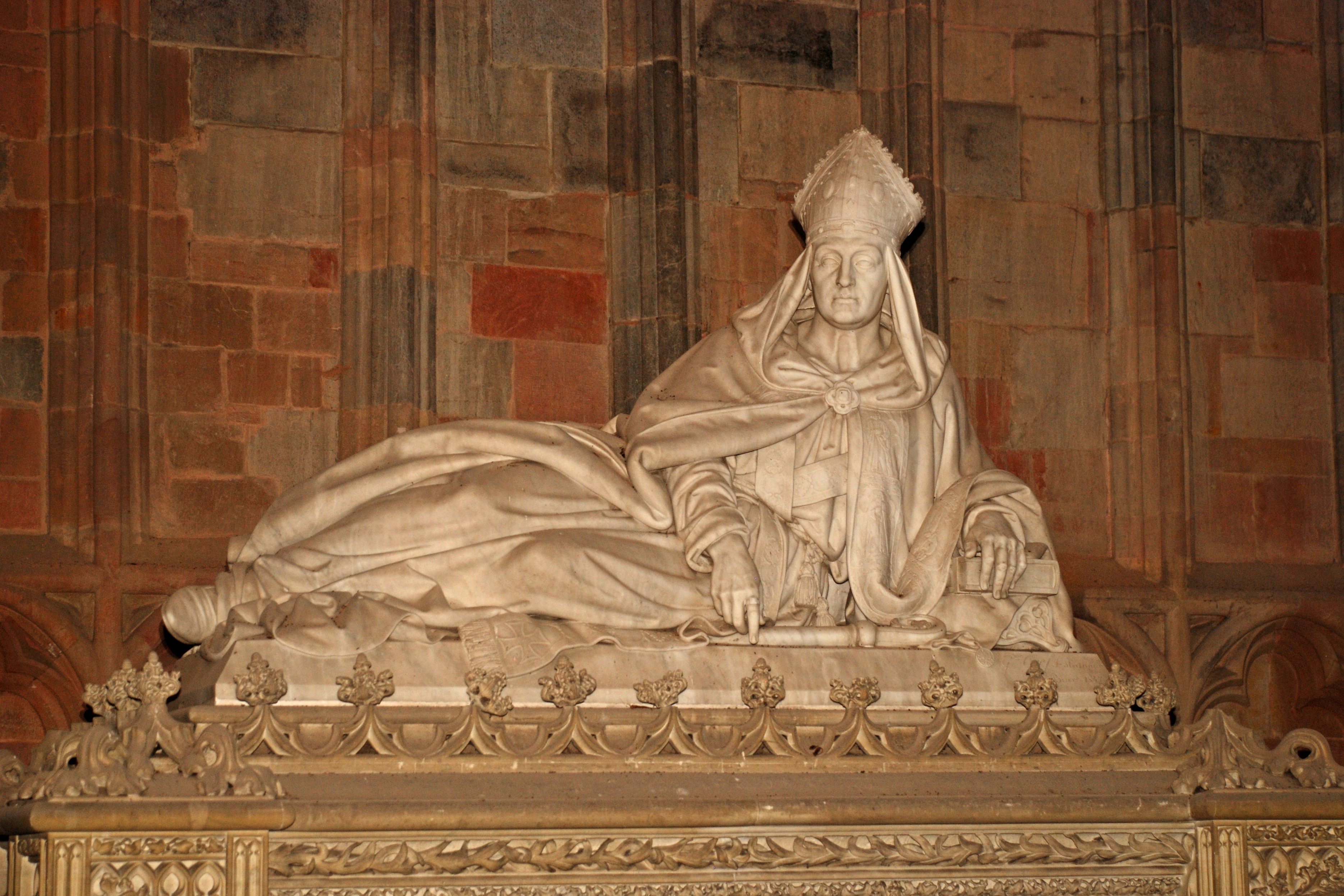
Kenotaph von St. Hubertus (Guillaume Geefs, 1847)

Die allgemeine Gestaltung stammt von Arnold de Hontoire, dem Leiter einer berühmten Bildhauerschule in Lüttich, und von Jean Delcour. Der 15 Meter hohe Hochaltar aus Marmor von 1721 zeigt im Mittelpunkt eine Madonna mit Kind sowie weitere Statuen. Das Chorgestühl wurde 1733 fertiggestellt und zeigt auf der Nordseite die wichtigsten Episoden des Lebens von St. Benedikt und im Süden von St. Hubert. Bedeutsam sind die Gruppe der Evangelisten von Guillaume Evrard. Die Orgel mit zwei Manualen wurde 1685 von Antoine le Picard aus Noyon, Frankreich, gebaut. Das Gehäuse soll von Arnold de Hontoire stammen. Die Orgel wurde 1930 zu einer romantischen Stimmung modifiziert und besitzt 44 Register. 